# Rompeportones
Rompeportones fue un programa humorístico de la televisión argentina, que salió al aire del 13 de marzo al 25 de diciembre de 1998 por Canal 13.

## Historia
El productor Hugo Sofovich contactó a Emilio Disi y Miguel del Sel para los protagónicos. Ambos actores provenían de Telefe, ya que el año anterior, habían sido parte de Hola Susana y El Show de Videomatch, respectivamente. 
El programa contaba con varios sketchs en los que participaban distintos actores y actrices, tales como Rubén Stella, Jorge Martínez, Fabián Gianola, Ana Acosta, Cristina Allende, Alejandro Vega, Sabrina Olmedo, Pipo Cipolatti, Dana Fleyser, Yanina Zilli y demás.
Los sketchs más resonantes son "El hospital", "La comisaría", "Teleteatro Breve (malo pero cortito)", "El novio de la nena", "Tenes razón" y "El levante" y el noticiero ficticio "Actualidad caliente" (presentado por Pipo Cipolatti).
Al año siguiente, 1999, el programa se traslada a Canal 9, en ese entonces llamado Azul Televisión. Con este traspaso, además, pasa a llamarse "Petardos".
Existió una tercera versión a finales del 2004, de nombre "Dinamitados", emitido por la señal de cable Canal 26,  sin demasiado éxito.
Las repeticiones del programa se emiten semanalmente, en la actualidad, por el canal de cable Volver.